# Lathrobium laevipenne
Lathrobium laevipenne är en skalbaggsart som beskrevs av Oswald Heer 1839. Lathrobium laevipenne ingår i släktet Lathrobium, och familjen kortvingar. Arten har ej påträffats i Sverige.